# Langues par zone géographique
Cette liste présente les langues naturelles classées en fonction de leur région d'origine ou des endroits où elles sont parlées (ou ont été parlées dans le cas des langues mortes).

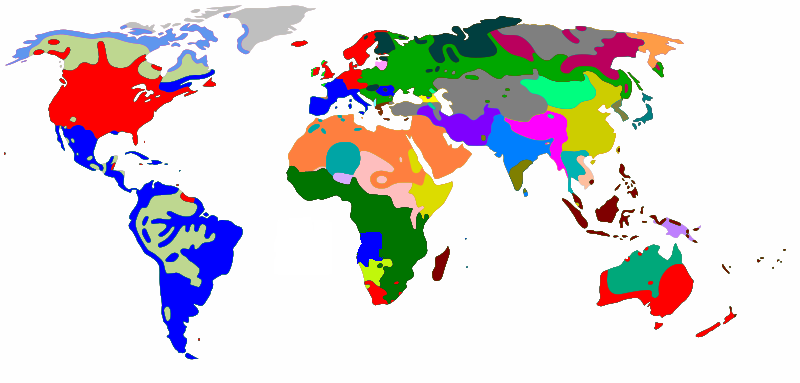
Répartition mondiale des langues
Albanais
Arménien
Langues baltes
Langues celtiques
Langues germaniques
Langues helléniques
Langues indo-aryennes
Langues iraniennes
Langues romanes
Langues slaves
Langues mongoles
Langues toungouses
Langues turques
Berbère
Langues tchadiques
Langues couchitiques
Langues sémitiques
Langues khoïsan
Langues nigéro-congolaises
Langues nilo-sahariennes
Langues sinitiques
Langues tibéto-birmanes
Langues ouraliennes
Langues caucasiennes du nord
Langues dravidiennes
Langues austroasiatiques
Langues austronésiennes
Langues tai-kadai
Langues papoues
Langues aborigènes d'Australie
Langues paléo-sibériennes
Langues eskimo-aléoutes
Langues amérindiennes
Basque
Coréen
Japonais
+ les non-représentées:
Langues hmong-mien
Langues andamaniennes

- Langues indo-européennes : 
  - Albanais
  - Arménien
  - Langues baltes
  - Langues celtiques
  - Langues germaniques
  - Langues helléniques
  - Langues indo-aryennes
  - Langues iraniennes
  - Langues romanes
  - Langues slaves
- Langues altaïques : 
  - Langues mongoles
  - Langues toungouses
  - Langues turques
- Langues afro-asiatiques : 
  - Berbère
  - Langues tchadiques
  - Langues couchitiques
  - Langues sémitiques
- Langues khoïsan
- Langues nigéro-congolaises
- Langues nilo-sahariennes
- Langues sino-tibétaines : 
  - Langues sinitiques
  - Langues tibéto-birmanes
- Langues ouraliennes
- Langues caucasiennes du nord
- Langues dravidiennes
- Langues austroasiatiques
- Langues austronésiennes
- Langues tai-kadai
- Langues papoues
- Langues aborigènes d'Australie
- Langues paléo-sibériennes
- Langues eskimo-aléoutes
- Langues amérindiennes
- Langues isolées : 
  - Basque
  - Coréen
  - Japonais

## Afrique

### Afrique du Nord
- tamazight: le tamazight ou berbère est la langue autochtone de l'Afrique du Nord (Berbérie)
- arabe
  - arabe classique
  - dialectes nationaux (algérien, égyptien, libyen, marocain, tunisien...)
  - sous dialectes régionaux (algérois, fessi, cairote, tunisois...)
  - hassaniyya
- diverses dialectes régionaux dans tout le Maghreb
  - tumzabt (Algérie)
  - taqvailit ou kabyle (Algérie)
  - touareg (Algérie, Maroc, Mauritanie, Sahara occidental, Mali, Niger...)
  - tachelhit (Algérie et Maroc)
  - tatoulalit ou toulal (Maroc)
  - tachawit (Algérie)
- judéo-arabe
- français
  - français d'Afrique

### Afrique centrale
- angolar
- bangala
- baka
- bassa
- bekwel
- bulu
- chichewa
- duala
- Étone
- ewondo
- fang
- forro
- français
  - français d'Afrique
- lingala
- kari
- kikongo
- kilega
- kinyarwanda
- kwese
- mbuko
- principense
- swahili
- kirundi
- sango
- tshiluba
- yabassi
- Mina
- Nufī ou fe’efe’e

### Afrique australe
- afrikaans
- anglais
- aushi
- barwe
- bemba
- chichewa
- chikaonde
- chirima
- chisena (Mozambique)
- chisena (Malawi)
- chitonga
- chiyao
- chopi
- chuwabu
- dema
- diriku
- dombe
- héréro
- holu
- ila
- juǀʼhoan
- kalanga
- khoïkhoï
- kikongo
- kimbundu
- kitabwa
- kokola
- koti
- kuanyama
- küchendeutsch
- kunda
- kwadi
- kwangali
- lomwe
- lozi
- luchazi
- lunda
- luvale
- luyana
- makonde
- makua
- makwe
- mambwe
- mbalanhu
- mbukushu
- mwani
- nathembo
- nambya
- ndau
- ndonga
- ngangela
- ngoni
- nkoya
- nrebele
- nsenga
- nyaneka
- nyemba
- nyungwe
- oshiwambo
- phimbi
- portugais
- ronga
- rungu
- shona
- sindebele
- sotho du Nord
- sotho du Sud
- swati
- tawara
- tchokwé
- tewe
- tsonga
- tswa
- tswana
- tumbuka
- umbundu
- venda
- xhosa
- yaka
- yeyi
- yombe
- zoulou

### Afrique de l'Est
- aari
- acholi
- afar
- aja
- alur
- amba
- amharique
- anuak
- arabe
- arboré
- asu
- avokaya
- baka
- banda-ndélé
- bangala
- bari
- beja
- bembe
- berta
- bondei
- bongo
- borana
- bukusu
- burji
- chaga
- chiga
- chiyao
- dahalo
- digo
- dime
- dizi
- dongotono
- dorzé
- duruma
- embu
- fipa
- français d'Afrique
- gamo
- giha
- gimira
- giriama
- gogo
- gollango
- guèze
- gula
- gule
- gumuz
- gungu
- gusii
- hadza
- harari
- harso
- haya
- hehe
- ik
- ikizu
- iraqw
- jita
- kagulu
- kakwa
- kamba
- karamojong
- keyo
- kikuyu
- kinyarwanda
- kipsikis
- kirundi
- komo
- konjo
- kresh
- kuku
- kunama
- kuria
- kwama
- kwere
- lendu
- lokoya
- lopit
- luganda
- lunyole
- lunyore
- luo
- luyia
- maa
- ma'di
- makonde
- makwe
- mambwe
- mandari
- markweta
- masaba
- matumbi
- mbugu
- mbugwe
- meru
- modo
- mursi
- mwera
- nandi
- nara
- nata
- nayi
- ndamba
- ngyepu
- ngoni
- nkore
- nubi
- nuer
- nyakyusa
- nyambo
- nyamwezi
- nyang'i
- nyangwara
- ongamo
- ongota
- opo
- orma
- oromo
- otuho
- pangwa
- pöjulu
- pokomo
- ragoli
- rungu
- sabaot
- saho
- sandawe
- sapiny
- shambala
- sheko
- sheng
- shilluk
- shinasha
- sidama
- soga
- somali
- soo
- soukouma
- sumbwa
- swahili
- taita
- talinga-bwisi
- temi
- terik
- teso
- tharaka
- tigré
- tigrigna
- toposa
- tuken
- tumbuka
- turkana
- uduk
- waata
- yemsa
- zandé
- zayse
- zigula
- zinza

### Afrique de l'Ouest
- akyé
- badiaranké
- baïnouk
- balante
- bambara
- bandial
- bassari
- bayotte
- dendi
- coniagui
- diola
- édo
- français
  - français d'Afrique
- haoussa
- jalonké
- karone
- kpelle
- loma
- mancagne
- manjaque
- nalu
- néyo
- noon
- ndut
- papel
- portugais
- pulaar
- saafi
- Sénoufos
- sérère
- soninké
- sonrhaï
- wolof
- yoruba
- zarma

### Océan indien
- comorien
- créole réunionnais
- français
  - français d'Afrique
- malgache
- créole mauricien
- créole seychellois

## Amérique

### Amérique du Nord et centrale

#### Canada
- abénaqui
- algonquin
- anglais
- atikamekw
- babine
- blackfoot
- chilcotin
- chipewyan
- coast tsimshian
- comox
- cri (ou cree)
- dakelh (ou carrier)
- dogrib
- dunneza (ou beaver)
- français
  - français québécois
  - français acadien
  - français canadien
- haida
- haisla
- hän
- heiltsuk
- huron ou wendat
- gwich'in
- innu-aimun (ou montagnais)
- inuit
- inuktitut
- kalispel
- kutenai
- kwakiutl
- lillooet
- malécite
- mi’kmaq (ou micmac, mi'kmag, mi'kmaw)
- mohawk (ou agnier)
- naskapi
- nass-gitksan
- nitinaht
- nuuchahnulth (ou nootka)
- nuxalk (ou bella coola)
- okanagan
- oowekyala
- salish des détroits
- sarsi (ou sarcee)
- sekani
- shuswap
- slavey
- tahltan
- thompson
- tlingit
- tsetsaut
- upper tanana

#### États-Unis
- abénaqui (ou abenaki, abenaki-penobscot)
  - eastern abénaquis
  - western abénaquis
- achumawi
- adai (†)
- ahtna
- alabama
- aleut
- algonquin
- alséa (†)
- alutiiq
- langue des signes américaine
- anglais
- apache des Plaines
- arapaho (ou arapaho-atsina)
- arikara (ou ree)
- atakapa (†)
- atsugewi
- blackfoot
- caddo
- cayuga
- cayuse (†)
- central alaskan yup'ik
- chimakum (ou chemakum, chimacum) (†)
- cherokee
- cheyenne
- chickasaw
- chico
- chimariko
- chiricahua
- chitimacha (†)
- choctaw
- chontal
- chumash barbareño (†)
- chumash ventureño (†)
- coahuilteco (†)
- cochimí (†)
- cocopa
- cœur d’Alene
- moses-columbia
- comecrudo (ou mulato, carrizo) (†)
- cotoname (ou yué) (†)
- cowlitz (ou lower cowlitz) (†)
- creek
- deg hit'an
- dena'ina
- espagnol
- esselen (†)
- etchemin (langue)etchemin (†)
- eyak
- foothill yokuts
- mesquakie (ou fox-sauk-kickapoo, mesquakie-sauk-kickapoo)
- français
  - français cadien
- garza (ou meacknan, miákan) (†)
- gwich'in
- haida
- halkomelem
- hän
- holikachuk
- hopi
- hupa
- huron-wendat (†)
- island chumash (ou ysleño, isleño) (†)
- ineseño (ou inezeño) (†)
- inuit
- ipai
- jacaltec
- jemez
- jicarilla
- kalispel
- karankawa (†)
- karuk (ou karok)
- keresan
- kiliwa
- kiowa
- kiowa-tano
- kitsai (ou kichai) (†)
- klallam
- klamath
- koasati
- konkow
- koyukon
- kumeyaay
- kutenai
- lacandon
- lipan
- loup a (ou nipmuck) (†)
- loup b (†)
- lower chehalis (†)
- lower tanana
- lushootseed
- mahican (ou mohican) (†)
- maidu
- makah
- malécite-passamaquoddy (ou maliseet, maliseet-passamaquoddy)
- mam
- mamulique (ou mamulique, carrizo de mamulique) (†)
- maricopa
- massachusett (ou natick) (†)
- maya
- menominee (ou menomimi)
- mescalero
- miami-illinois (ou peoria) (†)
- mikasuki
- mi’kmaq (ou micmac, mi'kmag, mi'kmaw)
- mohawk ou agnier
- mohegan-pequot (ou mohican) (†)
- mojave
- munsee (ou delaware)
- nahuatl
- nanticoke (ou nanticoke-convoy) (†)
- narragansett (†)
- natchez (†)
- naukan
- navajo
- nez-percé
- nisenan
- nooksack (†)
- northern pai
- nottoway (†)
- obispeño (ou northern chumash) (†)
- o'odham
- ojibwa (ou ojibwe, ojibway, chippeway)
- okanagan
- oneida
- onondaga
- paipai
- palewyami
- pamlico (ou carolina algonquian, pamtico, pampticough) (†)
- pawnee
- pentlatch (†)
- picuris
- potawatomi (ou ojibwa-potawatomi)
- powhatan (ou virginia algonquian) (†)
- purisimeño (†)
- quechan (ou yuma)
- quiché
- quileute (ou quillayute)
- quinault
- quiripi-naugatuck-unquachog (ou connecticut-naugatuck-unquachog) (†)
- sahaptin
- salinan (†)
- salish des détroits
- sechelt
- seneca
- shawnee
- shinnecock (†)
- sioux
- sirenik
- siuslaw (†)
- solano (†)
- southern tiwa
- squamish
- susquehannock (†)
- takelma (†)
- tanacross
- taos
- tarascan
- tewa
- thompson
- tillamook (ou hutyéyu) (†)
- timucua (†)
- tipai
- tlingit
- tolowa
- tonkawa (†)
- tsetsaut
- tunica (†)
- tuscarora
- tutchone
- tututni
- twana (ou skokomish)  (†)
- unami (ou delaware, lenape)
- upper chehalis (†)
- upper kuskokwin
- upper tanana
- valley yokuts
- wappo
- washo
- apache occidental
- wichita
- wiyot (ou wishosk) (†)
- yana
- yaqui
- yaquina (ou yakwina, yakona) (†)
- yiddish
- yuchi
- yuit
- yuki
- yurok (ou weitspekan)
- zuñi

#### Mexique
- anglais (américain)
- chiricahua
- coahuiteco
- comecrudo (ou mulato, carrizo) (†)
- cotoname (ou yué) (†)
- cuitlatec
- espagnol
- garza (ou meacknan, miákan) (†)
- huave
- mamulique (ou carrizo de mamulique) (†)
- maratino
- langue des signes maya yucatèque
- mazatèque
- mescalero
- naolan
- quinigua
- seri
- solano
- purépecha
- tzeltal
- tzotzil
- yucatec
- zapotèque

### Caraïbes
- anglais
- créole guadeloupéen
- créole haïtien
- créole martiniquais
- espagnol
- français
- néerlandais

### Amérique du Sud
- aikanã
- ahuaqué
- andaqui (†)
- andoke
- ansernma (†)
- arma (†)
- atanques
- auishiri
- aymara
- baenan
- bari
- betoi (†)
- boruca
- bribri
- buglere
- cabécar
- cacaopera (†)
- camsá
- candoshi
- canichana
- caranqui (†)
- cauca (†)
- cayapa
- cayubaba
- cenu (†)
- chánguena (†)
- chibcha (†)
- chimila
- chiquitano
- coaiquer
- coconuco
- cofán
- kogui
- colorado
- corobicí
- créole guyanais
- cueva (†)
- culle
- cunza
- damana
- dorasque
- embera
- esmeraldeño (†)
- espagnol
- français
- gamela
- gorgotoqui
- guamaca
- guambiano
- guamo (†)
- guarani
- hixkaryána
- huamoé
- hüetar (†)
- ica
- irantxe
- itonama
- jaruro (†)
- jotí
- jurí (†)
- kaingáng
- kaliana
- kapixaná
- karirí
- Kawésqar
- kayapó
- kwaza
- kukurá
- kuna
- leko
- maku
- maléku
- malayo
- malibú
- mapudungun
- matagalpa (†)
- matanawí
- miskito
- mocana
- movere
- movima
- muellama (†)
- munichi
- mutú
- nambikwara du sud
- natú
- ndjuka
- ngabere
- old catío-nutabe
- omurana (†)
- otí
- palta
- pankararú
- panzaleo (†)
- páez
- pasto (†)
- pech
- portugais (Portugais brésilien)
- puelche
- puquina
- quechua
- rama
- resígaro
- runa (†)
- sabela
- salumã
- sechura
- sranan
- sumo
- tairona
- tarairiú
- taushiro
- tequiraca (†)
- teribe
- ticuna
- totoro (†)
- trumai
- tunebo
- tuxá
- urarina
- voto (†)
- warao
- wounaan
- xavánte
- xokó
- xukurú
- yámana
- yanomam
- yaruro
- yuracare
- yuri
- yurumanguí (†)
- zenú

## Asie

### Moyen-Orient
- arabe (langue officielle)
  - judéo-arabe
- araméen
  - soureth
  - syriaque
- français
- hébreu (langue officielle)
- Harsusi (langue régionale)
- kurde (langue nationale)
- Mehri (langue régionale)
- persan (langue officielle)
- Soqotri
- turc (langue officielle)
- yiddish

### Sous-continent indien
Article détaillé : Langues en Inde
- assamais
- bengalî
- brahui
- gujarâtî (ou plus communément goudjarati, parfois goudjarâtî, ou emprunté à l’anglais gujarati)
- gahri
- hindî (ou plus communément hindi)
- kannada
- kashmiri
- malayalam
- marâthî (ou plus communément marathe, ou emprunté à l’anglais marathi)
- meitei
- oriya
- ourdou
- panjâbî (ou plus communément pendjabi, penjabi, ou emprunté à l’anglais punjabi)
- sanskrit
- sindhi
- tamoul
  - sankethi
- tangoute
- télougou
- tibétain
  - atuence

### Asie du Sud-Est
Article détaillé : Langues aux Philippines
- birman
  - akha
- français
- hmong daw
- khmer
- lao
  - bit
- thaï
- vietnamien
  - mang
  - cao lan
- tamoul

### Asie de l'Est
- coréen
- japonais
- langues de Chine
  - achang
  - ai-cham
  - aïnou
  - atuence
  - ayi
  - bai (langue)
  - baima
  - biao
  - biao min
  - biao-jiao mien
  - bisu
  - biyo
  - blang
  - bogan
  - bolyu
  - bonan
  - cao miao
  - changzhou hua
  - choni
  - cun
  - darang deng
  - daur
  - dong
  - dongxiang
  - drung
  - dzao min
  - e
  - esu
  - evenki
  - gan
  - gelao
  - geman deng
  - groma
  - guanyinqiao
  - guiqiong
  - hani
  - hlai
  - hakka
  - hmong
  - honi
  - horpa
  - hu
  - huizhou hua
  - ili turki
  - iu mien
  - jiamao
  - jiarong
  - jinghpo
  - jinuo
  - jinyu
  - jurchen (†)
  - kado
  - kaduo
  - oïrate
  - kang
  - kangjia
  - kemie
  - khakasse
  - khmu
  - khuen
  - kim mun
  - kon keu
  - kuanhua
  - kyerung
  - lachi
  - lahu
  - lakkja
  - laqua
  - lashi
  - lhomi
  - lingao
  - lipo
  - lisu
  - lü
  - luoba
  - mak
  - mandarin
  - mandchou
  - man met
  - maonan
  - maru
  - min bei
  - min dong
  - min nan
  - min zhong
  - monba
  - mulam
  - muya
  - namuyi
  - nanai
  - naxi
  - nung
  - oroqen
  - pa di
  - pa-hng
  - palaung
  - panang
  - parauk
  - pela
  - phula
  - primi méridional
  - primi septentrional
  - pu-xian
  - qiang
  - queyu
  - riang
  - salar
  - samei
  - samtao
  - sariqoli
  - shanghaien
  - shangzhai
  - she
  - shixing
  - sui
  - takpa
  - t'en
  - thangmi
  - tinani
  - tsat
  - tseku
  - tshangla
  - tu
  - tujia
  - touvain
  - u
  - wa
  - wakhi
  - waxianghua
  - wu
  - wutunhua
  - xiandao
  - xiang
  - xibe
  - yerong
  - yi
  - zaiwa
  - zauzou
  - zhaba
  - zhuang

### Asie centrale
- Burushashki
- mongol
- pachto
- russe

## Europe

### Europe de l'Ouest

#### Allemagne
- allemand
- bavarois
- frison oriental
- frison septentrional
- bas-allemand
- sorabe
- danois
- romani

#### Belgique
- langues germaniques
  - allemand
  - francique ripuaire
  - luxembourgeois
  - néerlandais
    - limbourgeois
    - flamand occidental
    - flamand oriental
    - brabançon
      - anversois
- langues d'oïl
  - wallon
  - picard
  - champenois
  - français
  - gaumais

#### Espagne
- aragonais
- asturien
- basque = euskara
- catalan
- espagnol (castillan)
- extrémaduran
- galicien
- occitan (aranais)

#### France (métropolitaine)
Voir l'article langues régionales de France
- langues d'oïl
  - Berrichon dont bourbonnais
  - français
  - franc-comtois
  - gallo
  - lorrain
  - groupe Ouest dont angevin, mayennais et manceau
  - normand
  - picard
  - poitevin-saintongeais[1],[2], dont deux variétés (poitevin, saintongeais)
  - bourguignon-morvandiau
  - champenois
- francoprovençal
  - Savoyard
  - Valdôtain
  - Valaisan
  - Bressan
- occitan
  - auvergnat
  - gascon
  - languedocien
  - limousin
  - provençal
  - vivaro-alpin
- catalan
- corse
- breton
- langues germaniques
  - alsacien
  - francique lorrain
  - flamand de France
- basque
- argot
- langue des signes française

#### Pays-Bas
- néerlandais
  - brabançon
  - hollandais
  - zélandais
  - flamand oriental
  - flamand occidental
  - Kleverlands
  - limbourgeois
  - Bas saxon des Pays-Bas
  - Zuidoost-Limburgs / thiois
- frison occidental

#### Portugal
- portugais
- mirandais

#### Italie
- abruzzais
- albanais
- allemand
- arberesh
- francoprovençal
- barese
- calabrais
- catalan
- cimbre
- français
- frioulan
- grec
- italien
- ladin des Dolomites
- ligure
- lombard
- napolitain
- occitan
- piémontais
- sabin
- sarde
- sicilien
- slovène
- vénitien

#### Suisse
- allemand
- suisse allemand
- francoprovençal
- franc-comtois
- français
- italien
- romanche

#### Vatican
- latin

### Europe de l'Est
- albanais
- arménien
- aroumain (également appelé « aromoune », « valaque » ou « zinzare »)
- biélorusse
- bosnien (dénomination en Bosnie-Herzégovine de la langue « BCMS » des linguistes)
- bulgare
- carélien
- croate (dénomination en Croatie de la langue « BCMS » des linguistes)
- estonien
- géorgien
- grec moderne
- hongrois
- kachoube
- letton
- lituanien
- macédonien
- monténégrin (dénomination au Monténégro de la langue « BCMS » des linguistes)
- polonais
- romani (également appelé « romanès » ou « tsigane »)
- roumain (également appelé « moldave » en Moldavie, Ukraine et Russie, lorsqu'il s'agit du roumain parlé dans ces trois pays)
- russe
- ruthène
- samogitien
- serbe (dénomination en Serbie de la langue « BCMS » des linguistes)
- slovaque
- slovène
- sorabe
- tatar
- tchèque
- turc
- ukrainien
- yiddish

### Europe du Nord

#### Îles Britanniques
- anglais
- cornique
- gaélique écossais
- gallois
- irlandais
- mannois
- scots
  - scots d'Ulster
- français (légal, textes anciens)
- normand
  - jersiais
  - guernesiais
    - sercquiais

#### Scandinavie
- danois
- finnois
- islandais
- same
- norvégien
- suédois

## Océanie
- anglais
- ajië
- bichelamar
- bungain
- chamorro
- drehu
- fidjien
- français
- français océanien
- gilbertin
- gumatj
- hatam
- hawaïen
- māori de Nouvelle-Zélande
- mpur
- mwotlap
- paicî
- paluan
- pohnpei
- māori des îles Cook
- samoan
- tahitien
- tobi
- tok pisin
- tokelauan
- tongien
- yolngu

### Autres articles
- Linguistique
- Langues artificielles